# Sidonie Goossens
Sidonie "Sid" Goossens (Liscard, Wallasey, 19 oktober 1899 - Reigate, 15 december 2004) was een van de bekendste Britse harpisten. Ze kwam voort uit de muzikale familie Goossens die in de 19e eeuw van België naar Engeland emigreerde. Haar grootvader was de dirigent Eugène Goossens (1845-1906), haar vader was de violist en dirigent Eugène Goossens (1867-1958) en de bekendsten waren haar broers, de hoboïst Léon Goossens (1897-1988) en de componist en dirigent Sir Eugene Goossens (1893-1962).
Ze maakte haar professionele debuut in 1921. Ze ging meer dan een halve eeuw, tot haar pensionering in 1980, door met spelen. Als kind wilde ze het liefst actrice worden, maar haar vader moedigde haar aan harp te gaan spelen. Toen ze in 1921 lid werd van het London Symphony Orchestra, was ze er de enige vrouw. In 1923 werd ze de eerste harpist die op de radio speelde, gevolgd door het eerste televisieoptreden in 1936. Ze was vanaf de oprichting lid van het BBC Symphony Orchestra, waarin ze vijftig jaar speelde (van 1930 tot 1980). Haar afscheidsoptreden was in 1991 tijdens de Last Night of the Proms, toen ze Dame Gwyneth Jones begeleidde in het lied The Last Rose of Summer.